# ورزشگاه عبداللطیف ابو راجلها
ورزشگاه عبداللطیف ابو راجلها (به عربی: ملعب عبد اللطیف أبو رجیلة) یک ورزشگاه در مصر است که در جیزه واقع شده‌است.